# Panurgus convergens
Panurgus convergens är en biart som beskrevs av Pérez 1895. Panurgus convergens ingår i släktet fibblebin, och familjen grävbin. Inga underarter finns listade i Catalogue of Life.